# Montferrier
Về xã ở Hérault, xem Montferrier-sur-Lez.
 Montferrier  là một xã ở tỉnh Ariège, thuộc vùng Occitanie ở phía tây nam nước Pháp.